# Мазуркевич Мирослав Станіславович
Миросла́в Станісла́вович Мазурке́вич — старший сержант Збройних Сил України, учасник російсько-української війни, що загинув у ході російського вторгнення в Україну в 2022 році.

## Життєпис
Мирослав Мазуркевич народився 1 березня 1980 року в селі Разіне (з 2020 року — Романівської селищної громади) Житомирського району Житомирської області. З 2014 року під час війни на сході України перебував у зоні АТО. Після демобілізації повернувся до рідного села. З початком повномасштабного російського вторгнення в Україну серед перших повернувся до лав ЗСУ. Старший сержант перебував на передовій в Луганській області, ніс військову службу в складі 95-тої окремої десантно-штурмової бригади. 20 березня 2022 року під Лисичанськом Мирослав Мазуркевич був смертельно поранений. Дніпровські лікарі протягом двох діб намагалися врятувати десантника, але 22 березня він помер. Полеглого поховали 29 березня 2022 року в рідному селі на Житомирщині.

## Родина
Залишилися дружина та маленький син.

## Нагороди
- Орден «За мужність» III ступеня (2022, посмертно) — за особисту мужність і самовіддані дії, виявлені у захисті державного суверенітету та територіальної цілісності України, вірність військовій присязі[3].